# エベリン・ヤール
エベリン・ヤール (Evelin Jahl、1956年3月28日 - )は、旧東ドイツの陸上競技選手である。円盤投の選手として、1976年モントリオールオリンピック、1980年モスクワオリンピックと2大会連続の金メダルを獲得した選手である。
1976年モントリオールオリンピックでは、ブルガリアのマリア・ベルゴワ(Maria Vergova)を下し金メダルを獲得。その後急速に力をつけ、1978年には70.72mの世界新記録を樹立し、同年のヨーロッパ選手権でも勝利を飾る。
2年後の1980年モスクワオリンピックの直前にも71.50mの世界新記録を樹立。オリンピックでは再びベルゴワとの対決となったが、前回大会に続き勝利し、オリンピック2連覇を達成した。

## 世界記録
- 円盤投　70.72m　1978年8月12日
- 円盤投　71.50m　1980年5月10日

## 主な実績
| 年   | 大会                 | 場所                     | 種目   | 結果 | 記録   |
| ---- | -------------------- | ------------------------ | ------ | ---- | ------ |
| 1976 | オリンピック         | モントリオール(カナダ)   | 円盤投 | 1位  | 69.00m |
| 1978 | ヨーロッパ陸上選手権 | プラハ(チェコスロバキア) | 円盤投 | 1位  | 66.98m |
| 1979 | ユニバーシアード     | メキシコシティ(メキシコ) | 円盤投 | 2位  | 63.00m |
| 1979 | IAAFワールドカップ   | モントリオール(カナダ)   | 円盤投 | 1位  | 65.18m |
| 1980 | オリンピック         | モスクワ(ソビエト連邦)   | 円盤投 | 1位  | 69.96m |
| 1981 | IAAFワールドカップ   | ローマ(イタリア)         | 円盤投 | 1位  | 66.70m |